# أزرق البروموثيمول
أزرق البروموثيمول هو صباغ ينتمي إلى أصبغة ثلاثي فينيل الميثان ضمن فصيلة فثالين الفوسفون. يحضر من برومة (إضافة البروم) لصباغ أزرق الثيمول. يعد أزرق البروموثيمول من مؤشرات الأس الهيدروجيني.

## الخواص
هو سائل ازرق عندما يكون معرضا إلى الهواء فهو يتخذ هذا الشكل عندما يكون مغذى بالأكسجين ويتغير إلى اللون الأخضر المصفر في وجود ثاني اكسيد الكربون (CO2)، وذلك نتيجة لانخفاض قيمة الأس الهيدروجيني للوسط (انخفاض الpH) بسبب انحلالية غاز ثاني أكسيد الكربون في الماء.
تجربة :
خذ سائل البروموتيمول وضع فيه انبوب وسرب الهواء من فمك عبر الانبوب فيتبدل لونه إلى الأخضر
و يستعمل كتجربة لمعرفة ان النبات ينتج عنه المبادلات الغازية في النهار أي ان النبات ياخذ غاز ثاني اكسيد الكربون ويطرح غاز O2 (ضع سائل البروموتيمول بالقرب من النبات الأخضر تحت أشعة الشمس فبعد نصف ساعة من التجربة تجد ان سائل البروموتيمول قد بقى في اللون الأزرق) لأن النبات الأخضر يطرح الأوكسجين فيتغذى السائل على الأوكسجين.
ملاحظة : يجب أن يكون السائل والنبات معرضين لأشعة الشمس لأن النبات الأخضر لا يستطيع أن يقوم بالمبادالات الغازية في الليل

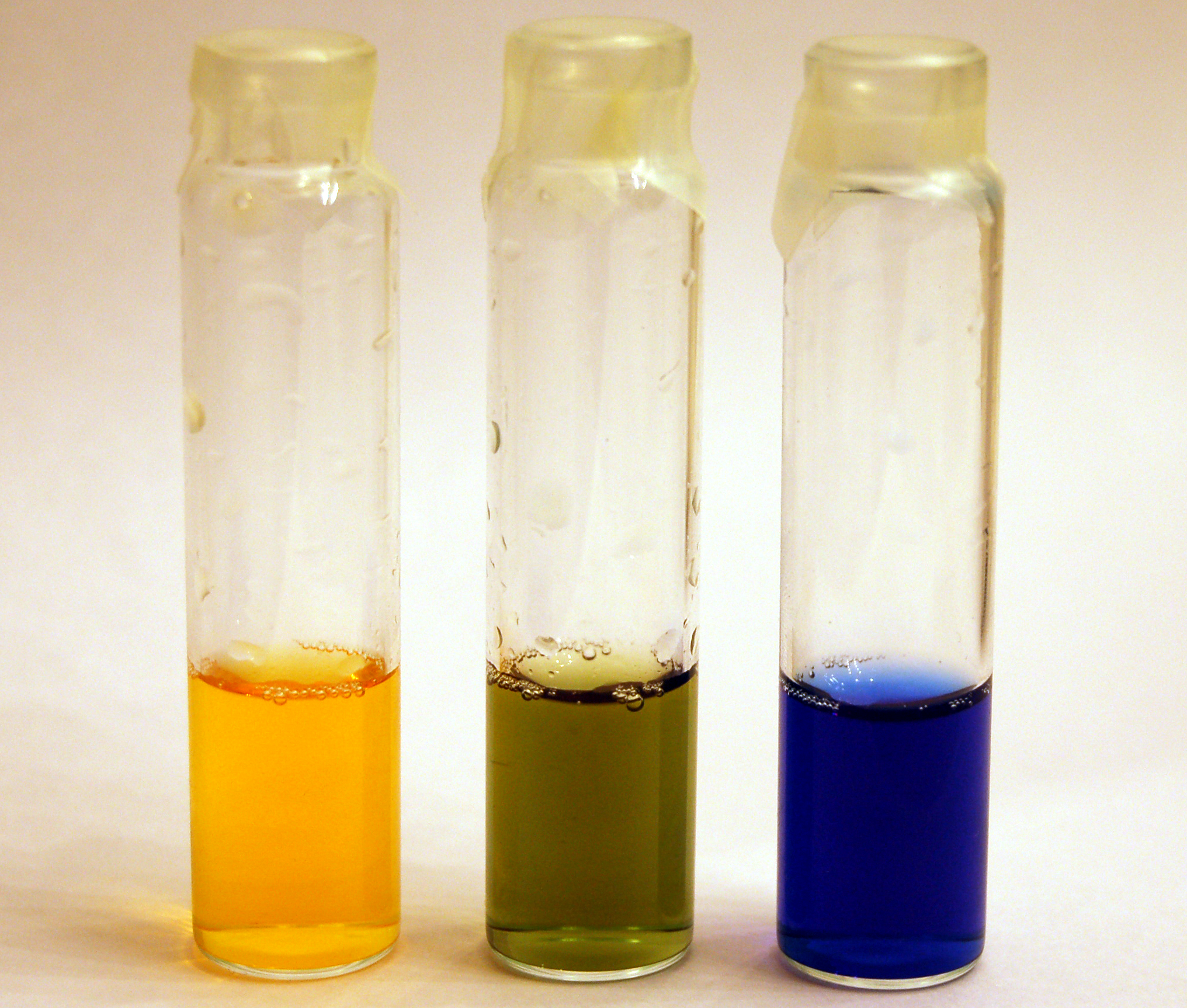
التدرج اللوني لكاشف أزرق البروموثيمول